# Kolosseum

Kolosseum

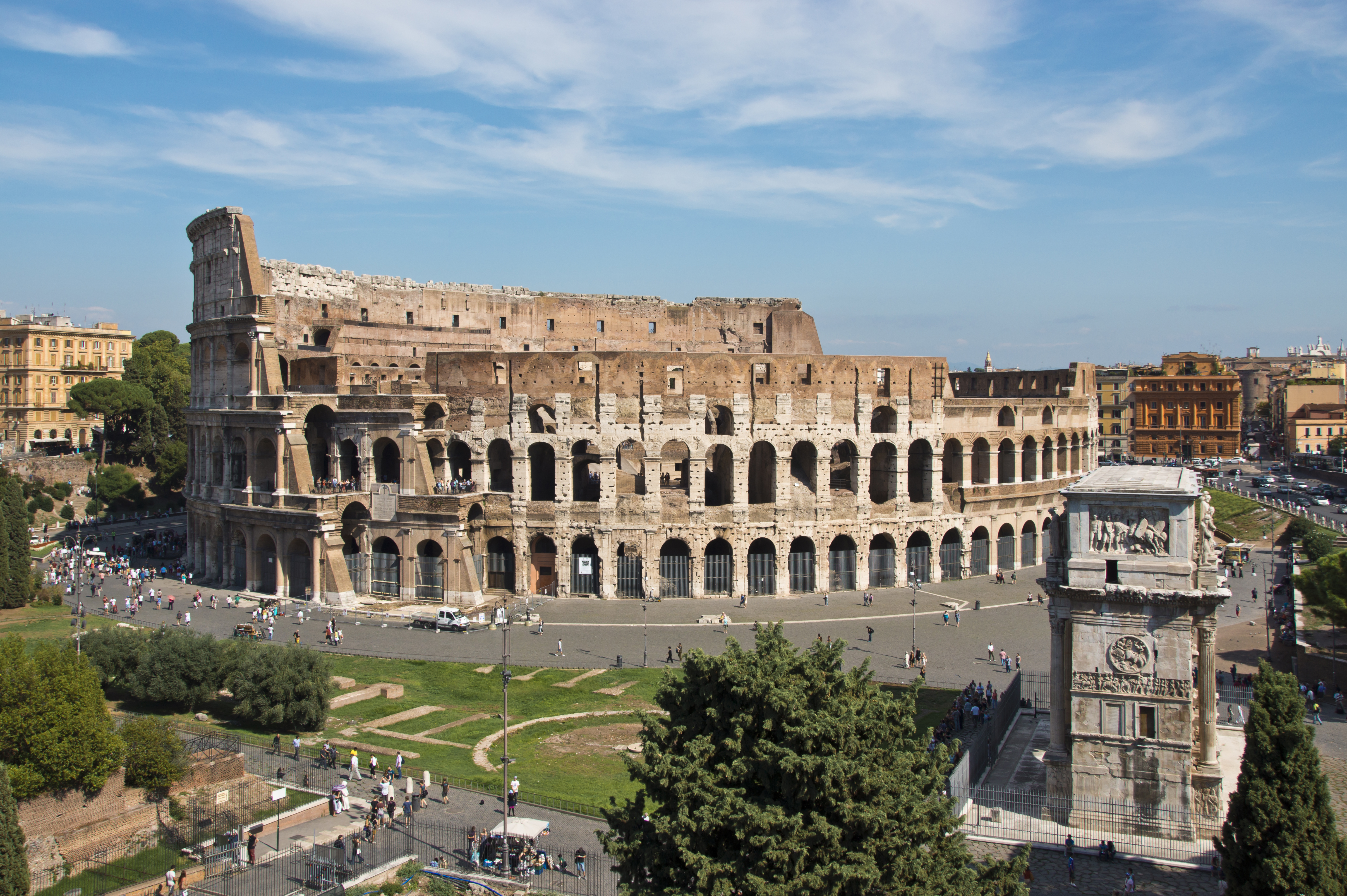
Blick auf das Kolosseum vom Palatin

Das Kolosseum (antiker Name Amphitheatrum Novum oder Amphitheatrum Flavium, italienisch Colosseo, Anfiteatro Flavio) ist das größte der im antiken Rom erbauten Amphitheater, der größte geschlossene Bau der römischen Antike und weiterhin das größte je gebaute Amphitheater der Welt. Zwischen 72 und 80 n. Chr. errichtet, diente das Kolosseum als Austragungsort zumeist höchst grausamer und brutaler Veranstaltungen, die von Mitgliedern des Kaiserhauses zur Unterhaltung und Belustigung der freien Bewohner Roms und des römischen Reichs bei kostenlosem Eintritt ausgerichtet wurden. Heute ist die Ruine des Bauwerks eines der Wahrzeichen der Stadt und zugleich ein Zeugnis für die hochstehende Baukunst der Römer in der Antike.

## Baugeschichte

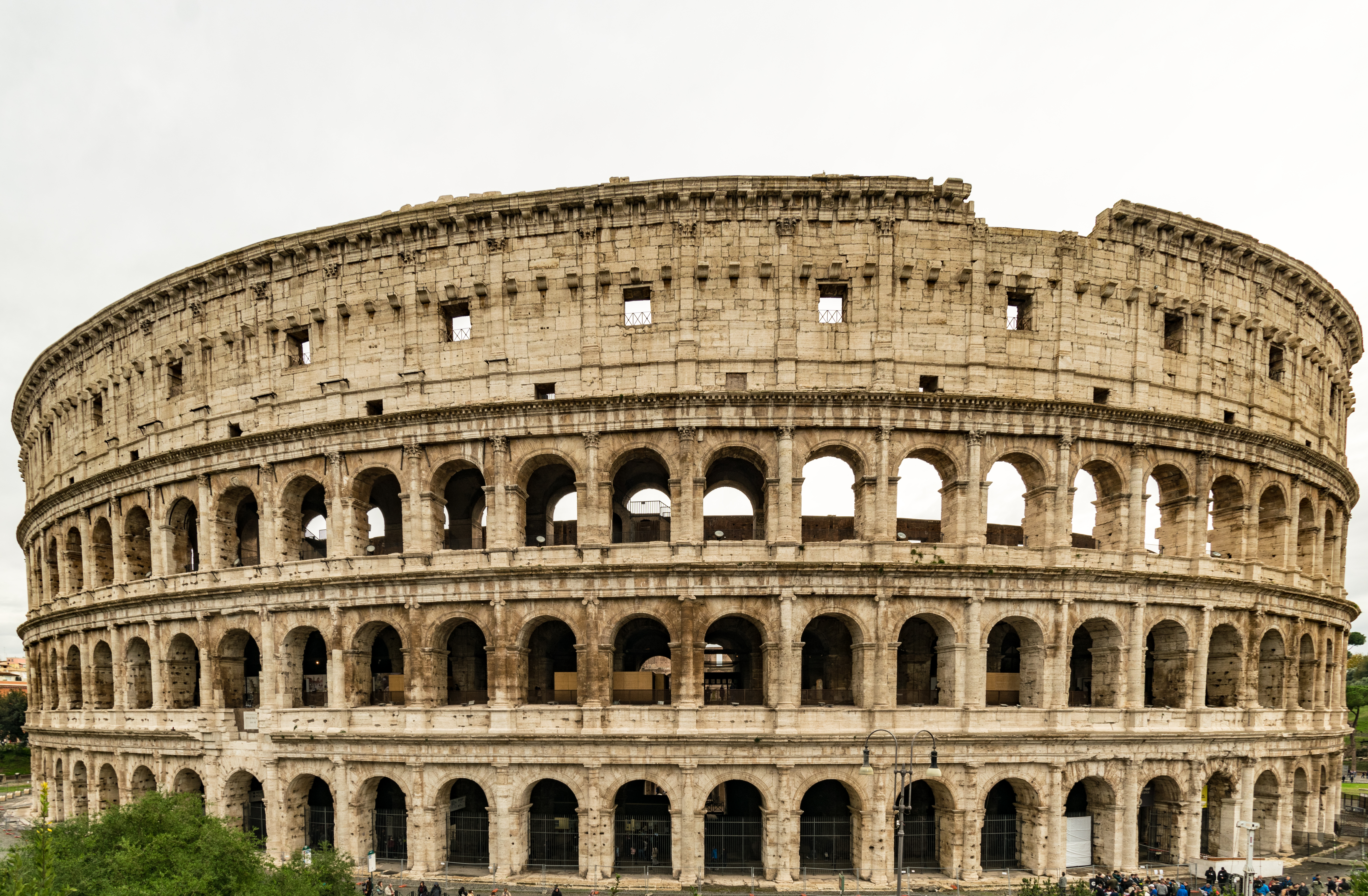
Die Nordansicht des Kolosseums veranschaulicht die unterschiedliche an den Arkaden verwendete Säulenordnung in den einzelnen Ebenen

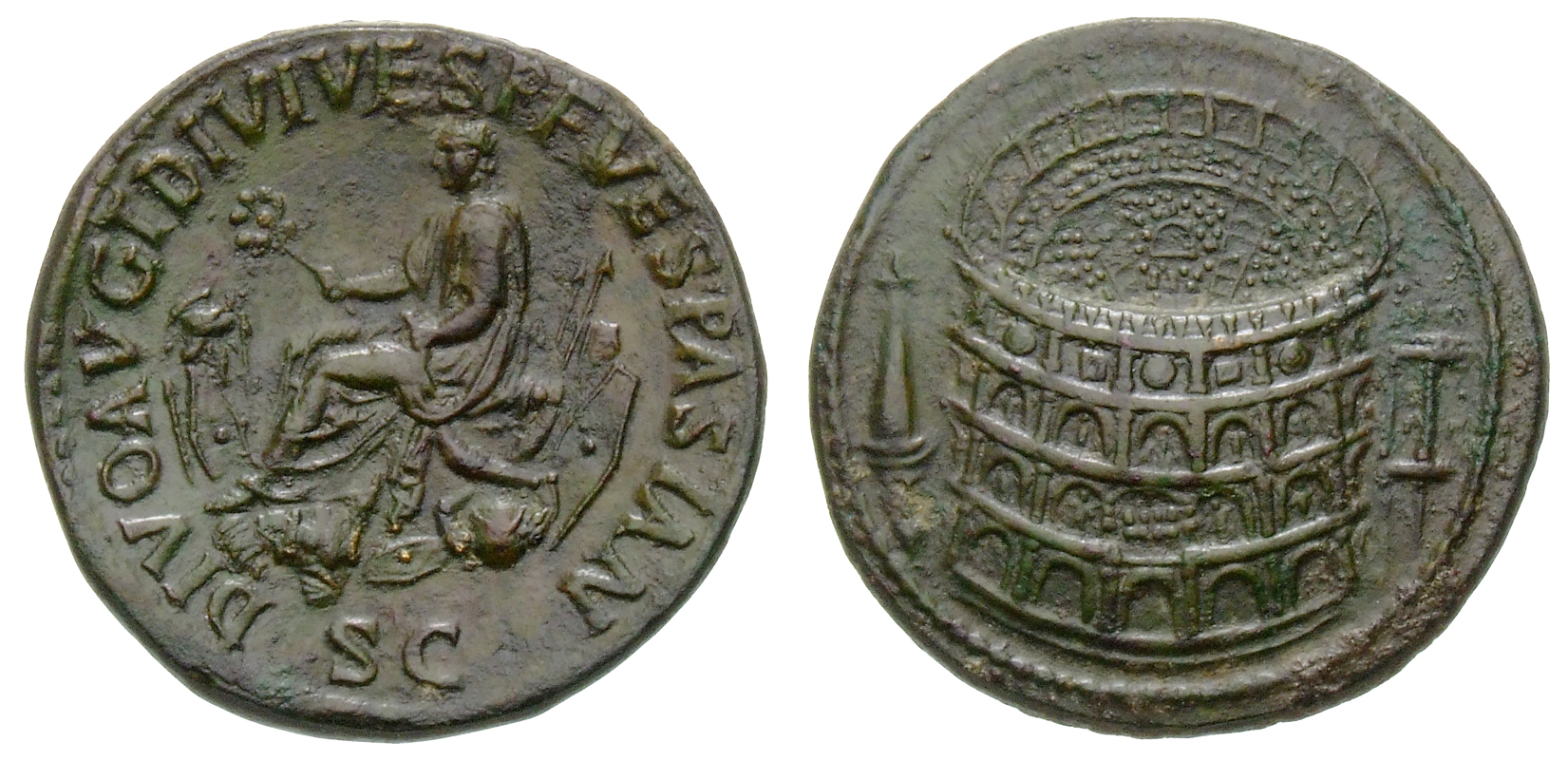
Bronzemünze (Sesterz) des Kaisers Domitian von 81/82 n. Chr. mit Darstellung seines verstorbenen Vorgängers Titus auf der Vorderseite und einer Ansicht des unter diesem fertiggestellten Kolosseums auf der Rückseite

Das erste steinerne Amphitheater Roms war das 29 v. Chr. eingeweihte Amphitheater des Statilius Taurus. Bis zu seiner Vernichtung durch den Großen Brand von Rom im Jahre 64 n. Chr. stand es auf dem Marsfeld und dürfte sich nicht wesentlich von den Amphitheatern außerhalb Roms unterschieden haben. Nach dem Brand errichtete Kaiser Nero am selben Standort nicht nur einen hölzernen Ersatz, sondern begann auch am Südhang des Hügels Esquilin eine neue Palastanlage, die Domus Aurea. Die Gärten der Domus Aurea umfassten auch den späteren Standort des Kolosseums in der Talsenke zwischen den Hügeln Oppius (Teil des Esquilin) und Palatin.
Um 72, wenige Jahre nach Neros Sturz, gab sein Nachfolger Vespasian, der die Macht in einem blutigen Bürgerkrieg errungen hatte, das Gebiet demonstrativ der römischen Öffentlichkeit zurück. Dort ließ er binnen weniger Jahre ein neues steinernes Amphitheater errichten, das nicht nur Neros Vorgängerbau auf dem Marsfeld, sondern alle bisherigen Arenen übertreffen sollte, um den Ruhm der neuen Herrscherdynastie der Flavier zu mehren. Nach einer Rekonstruktion der Bauinschrift des Kolosseums wurde seine Errichtung insbesondere aus der Beute des Jüdischen Krieges finanziert, unter anderem mit dem im Jahr 70 geplünderten Tempelschatz von Jerusalem.
Das Gebäude, das ursprünglich dreigeschossig sein sollte, war beim Tod Vespasians im Jahr 79 fast vollendet. Es bestand aus drei übereinander angeordneten Arkadenreihen zu je 80 Bögen. Die Arkaden wurden durch Halbsäulen gegliedert: die zu ebener Erde in dorischer, die des zweiten Geschosses im ionischer und die des dritten Geschosses in korinthischer Ordnung. Angeblich auf Wunsch von Vespasians Sohn und Nachfolger Titus wurde den drei Rundbogengeschossen noch ein viertes Geschoss hinzugefügt, das nicht von Arkaden durchbrochen, sondern massiv gestaltet und nur von rechteckigen Fensternischen durchbrochen wurde. Die Außenmauern des Kolosseums wurden in römischem Travertin ausgeführt, im Inneren wurden jedoch die billigeren Ziegel und Tuff verwendet.
Nach seiner Fertigstellung im Jahr 80 wurde das Kolosseum dem Geschichtsschreiber Cassius Dio zufolge mit hunderttägigen Spielen eröffnet, unter anderem mit Gladiatorenkämpfen, nachgestellten Seeschlachten und Tierhetzen, bei denen 5000 Tiere in der Arena getötet wurden.

## Architektur

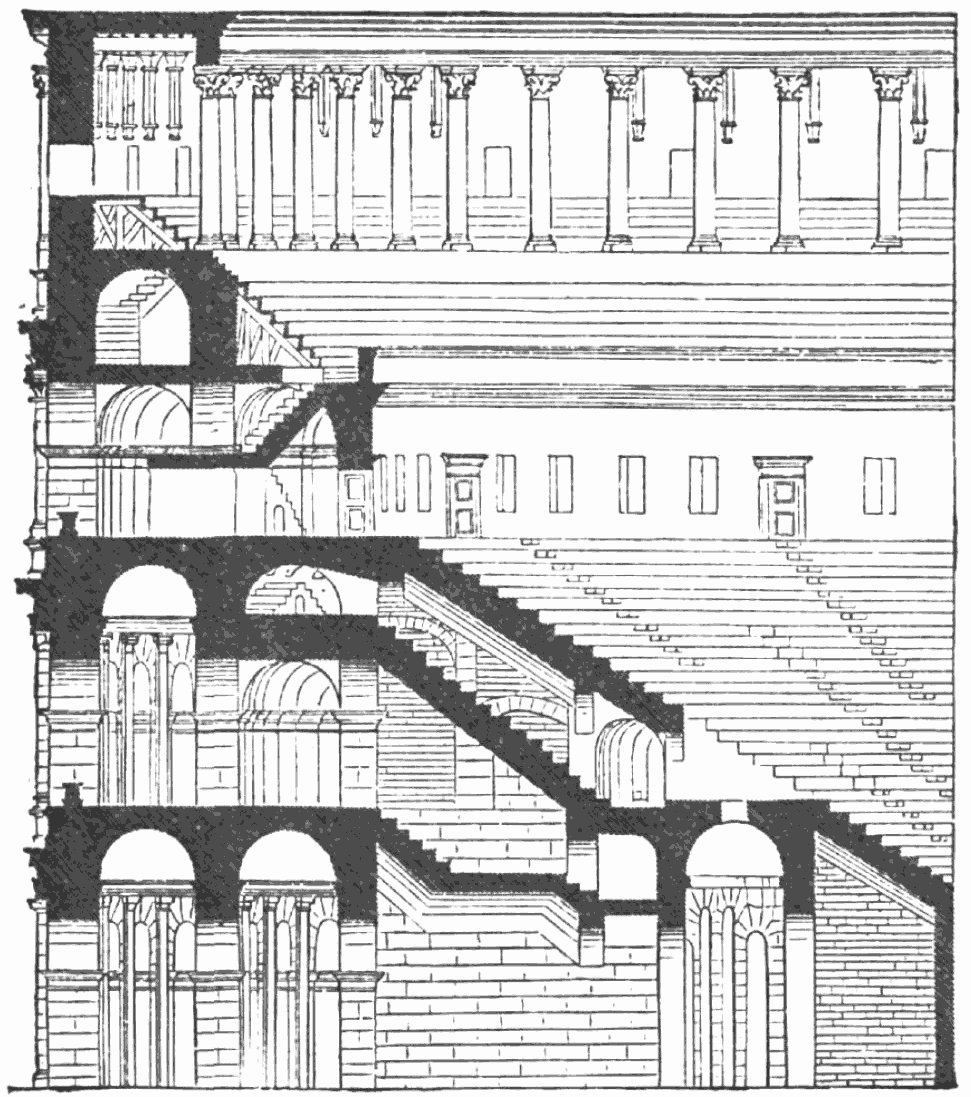
Schnittzeichnung aus dem Lexikon der gesamten Technik (1904) von Otto Lueger

Das Kolosseum ist nicht nur eine architektonische Meisterleistung, sondern wird auch den logistischen Problemen eines derart riesigen Veranstaltungsareals gerecht.

### Eingangssystem
80 Eingänge rund um die Arena ermöglichten den Zuschauern, auf direktem Weg zu ihren Plätzen zu gelangen. Vier von diesen Eingängen waren der obersten Schicht vorbehalten. Unter diesen befanden sich unter anderem der Kaiser, Senatoren, Vestalinnen und die männlichen Priester. Für diese bedeutenden Personen wurde ein eigens abgesichertes Podium am Rande der Arena errichtet.
Equites und normale Bürger benutzten die verbleibenden 76 der als Bögen gestalteten Eingänge. Die umlaufenden Korridore und die zahlreichen Treppen, die meist aus Marmor angefertigt wurden, führten das Publikum bis zur Höhe des dritten Geschosses, von wo aus sie ihre Plätze auf den Sitzreihen erreichten.
Auch heute noch bedient man sich beim Stadionbau dieses ausgeklügelten Systems, das es den Zuschauern möglich machte, die Arena in nur fünf Minuten zu räumen oder in 15 Minuten zu füllen. Die Erbauer gaben daher diesem System den Namen Vomitorium (von lateinisch vomere „erbrechen“).

### Die Anordnung der Sitzplätze

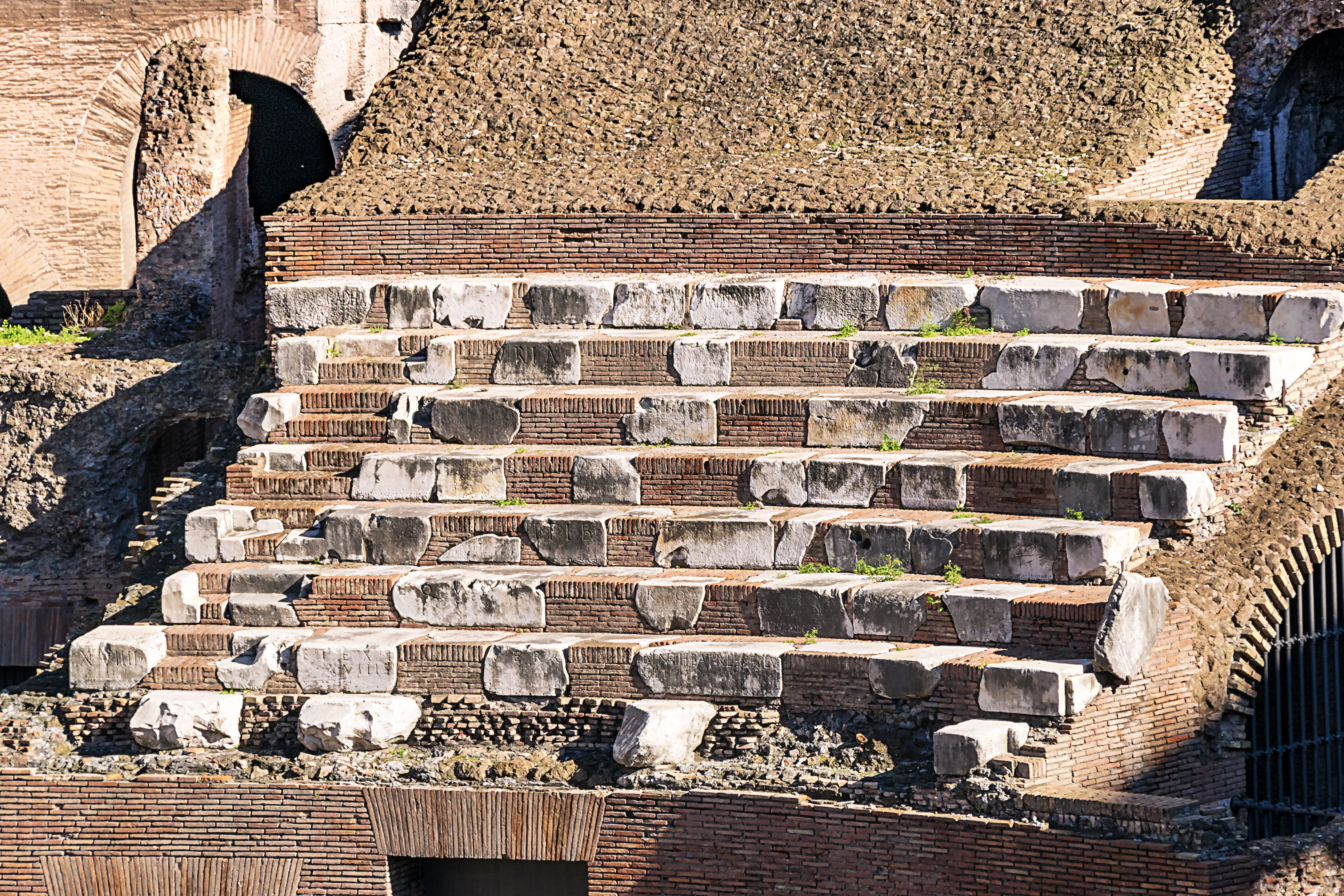
Sitzplatzränge am Osteingang des Kolosseums. In den Stufen sind Inschriftenfragmente vorhanden, die zur Einteilung der Sitzplatzordnung für bestimmte Bevölkerungsgruppen im Amphitheater gedient hatten

Im Kolosseum konnten nach heutigen Berechnungen ca. 50.000 Zuschauer Platz finden. Das podium, die erste Reihe der Sitzplätze, war den römischen Senatoren vorbehalten. Auch die kaiserliche Loge (pulvinar) befand sich hier. Spezielle Plätze gab es auch für die Vestalinnen, die traditionsgemäß öffentlichen Schauspielen beiwohnten. Darüber lag das Maenianum primum, das dem Stand der Equites (Ritter) vorbehalten war. Die darüber befindlichen Reihen maenianum secundum waren in drei Sektoren unterteilt. Der unterste Sektor (imum) diente den wohlhabenden Bürgern, während der oberste Sektor (summum) den ärmsten Bewohnern Roms vorbehalten war. Schlechter waren nur noch die Frauen der untersten Schichten untergebracht. Für sie gab es Stehplätze auf einer Holzkonstruktion auf dem obersten Geschoss (maenianum summum in ligneis), das Titus hatte anbauen lassen.

### Die Arena

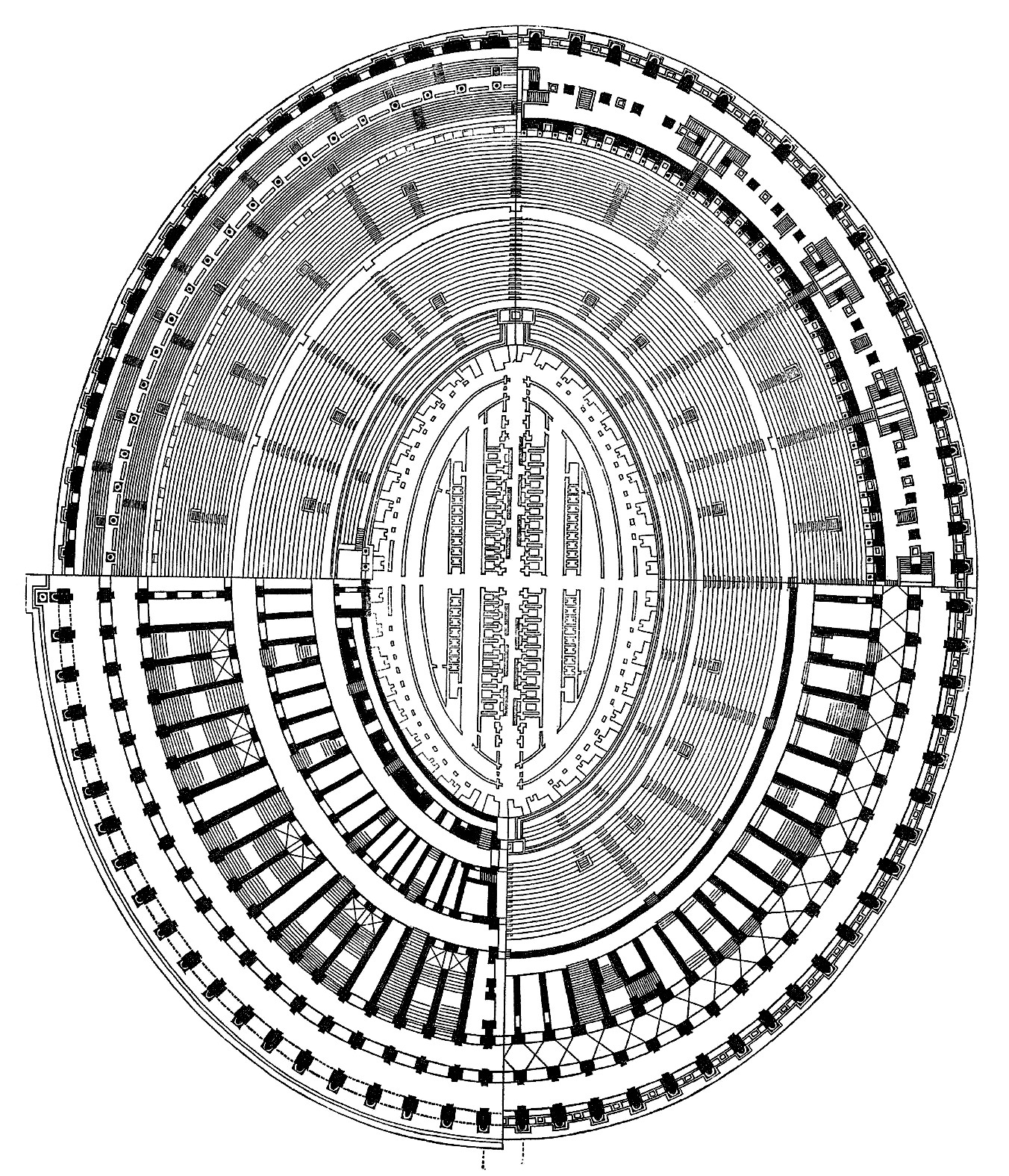
Grundriss (verschiedene Ebenen)

Das Kolosseum ist ellipsenförmig gebaut. Seine Breite beträgt 156 Meter, die Länge 188 Meter, der Umfang 527 Meter, die Höhe 48 Meter. Auch der Boden der Arena war elliptisch mit einer Breite von 54 Metern und einer Länge von 86 Metern. Die runde Form sollte verhindern, dass Gladiatoren, zum Tode Verurteilte oder gejagte Tiere in einer Ecke Schutz suchen konnten. Den Boden der Arena bildeten Holzbohlen, die sich nach Bedarf entfernen ließen. Darunter befanden sich die Kellerräume und das 7 Meter dicke Fundament.
Am Außenrand des Obergeschosses wurden 240 senkrecht stehende Masten befestigt, an denen ein riesiges Velarium aufgezogen werden konnte, um den Innenraum zu beschatten. Dazu wurden Seesoldaten der bei Misenum (am Golf von Neapel) stationierten römischen Flotteneinheiten herangezogen.

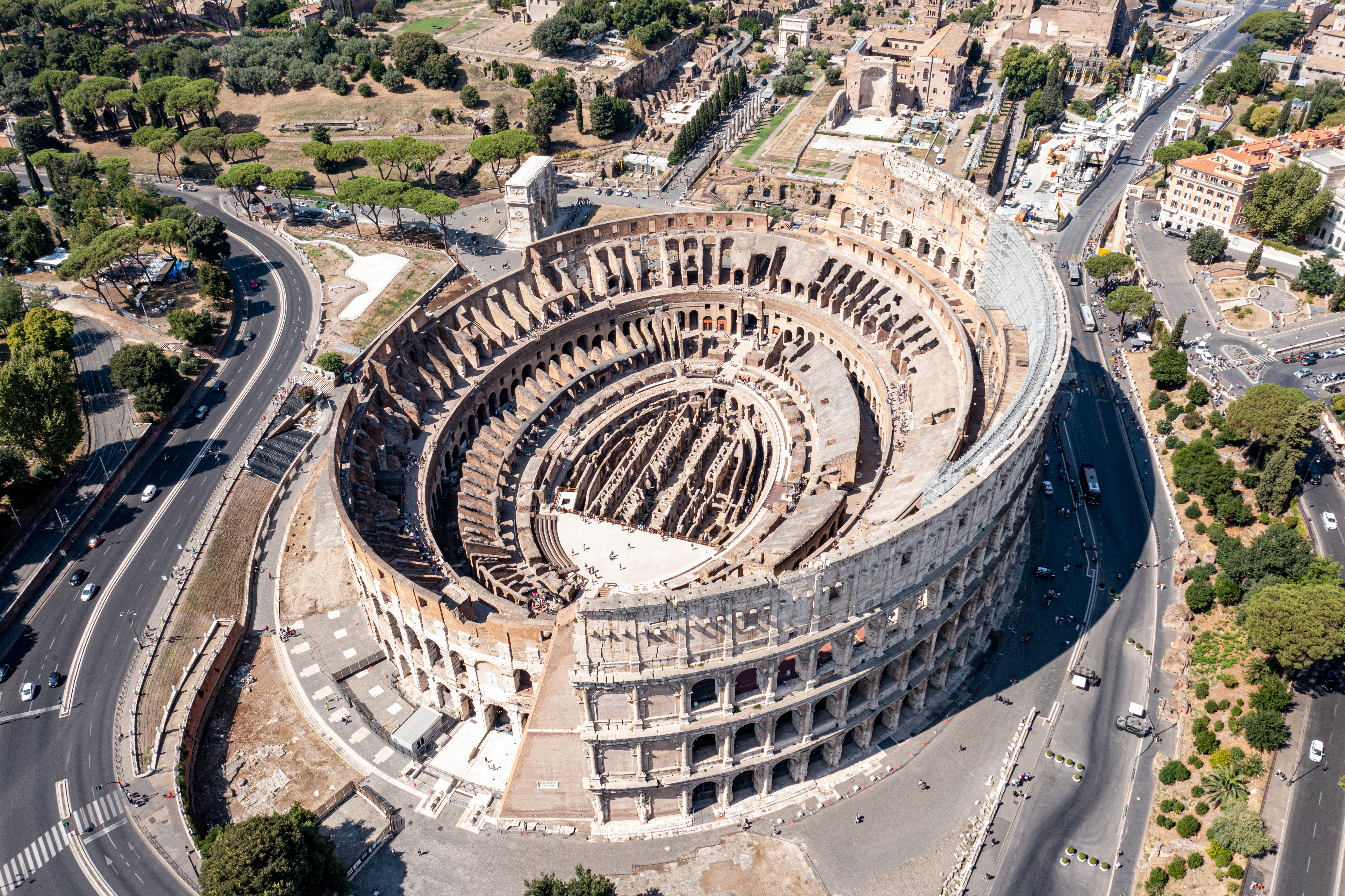
Blick über das Kolosseum ins Innere (2021)

### Unterkellerung und Bühnentechnik
Der Raum unterhalb des Arenabodens war ursprünglich nicht bebaut. Nach Entfernung der Holzbohlen konnte er geflutet werden, etwa für die Naumachien (Seeschlachten), wie sie Titus nachweislich zur Einweihung des Kolosseums aufführen ließ.
Man vermutet, dass die Arena bereits unter Titus’ Bruder und Nachfolger Domitian in verschiedene Kellerräume untergliedert wurde. Damit entstand das sogenannte hypogeum, ein System aus Räumen, Gängen und Versorgungsschächten. Hier befanden sich Kerker für die zum Tode Verurteilten, der unterirdische Zugang von der benachbarten Gladiatorenkaserne (Ludus Magnus), Käfige für wilde Tiere und die Einrichtungen der höchst komplizierten Bühnenmaschinerie wie Falltüren, Rampen und Aufzüge. Mit Hilfe eines komplexen Systems von Winden und Flaschenzügen konnten aufwändige Dekorationen und Bühnenbilder in die Arena befördert werden. Innerhalb weniger Minuten konnte sich zur Überraschung der Zuschauer beispielsweise eine komplette Wald- oder eine Wüstenlandschaft aus dem Boden erheben. Unklar ist, ob die Arena nun immer noch geflutet werden konnte.

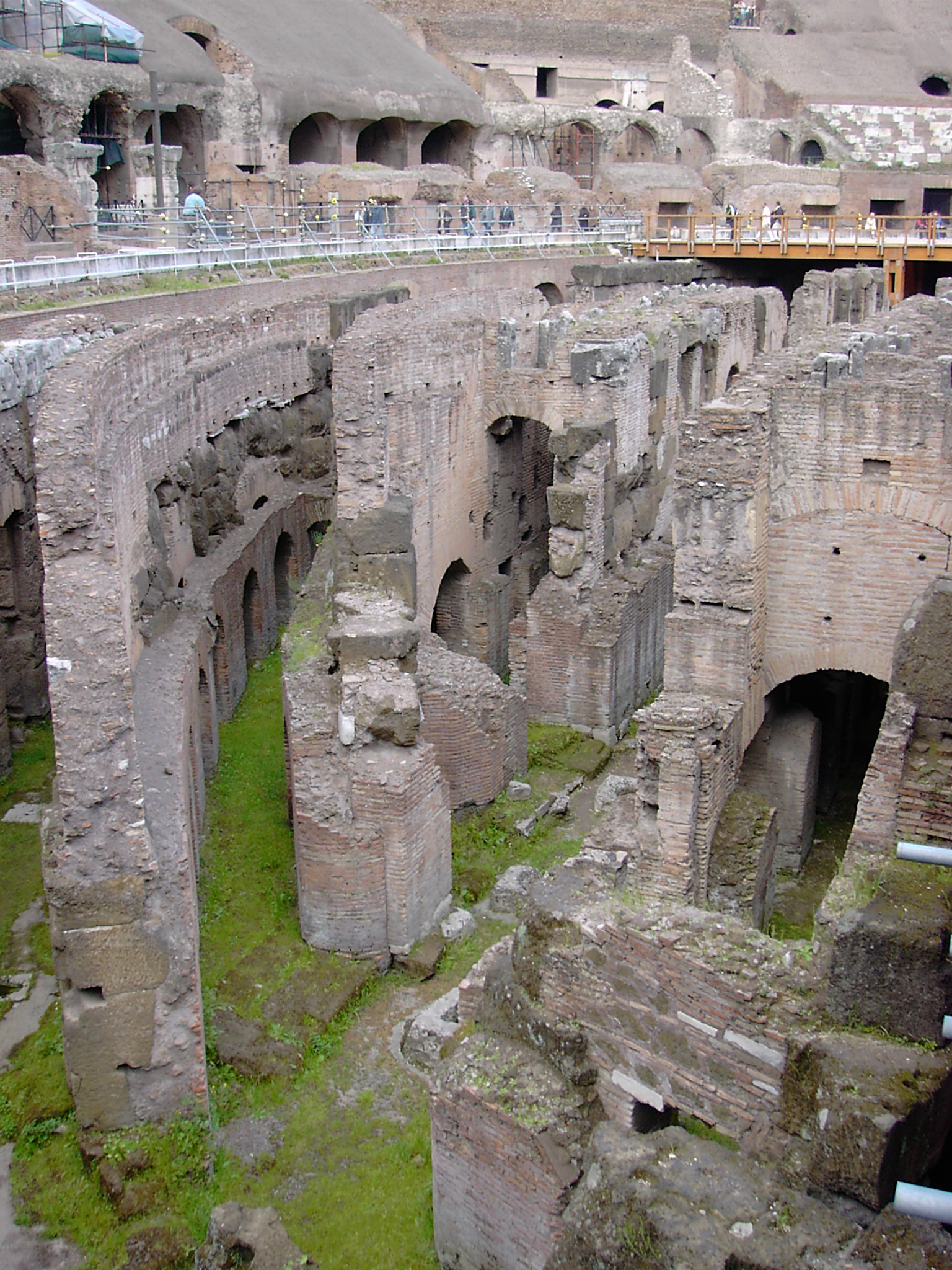
Die Unterkellerung des Kolosseums
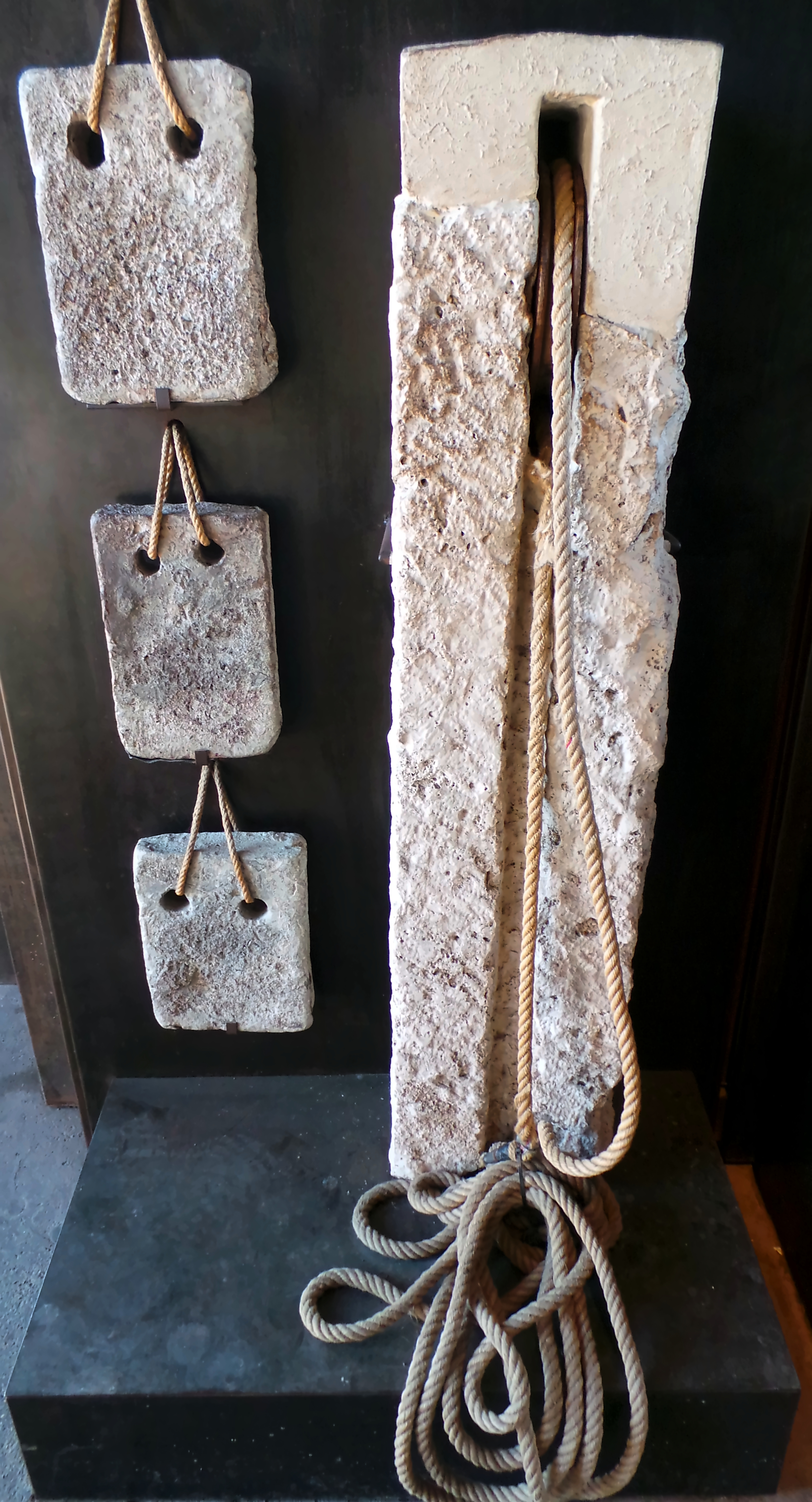
Seilwindenführungen mit Kontergewichten von einer Hebebühne aus dem 3. Jahrhundert.
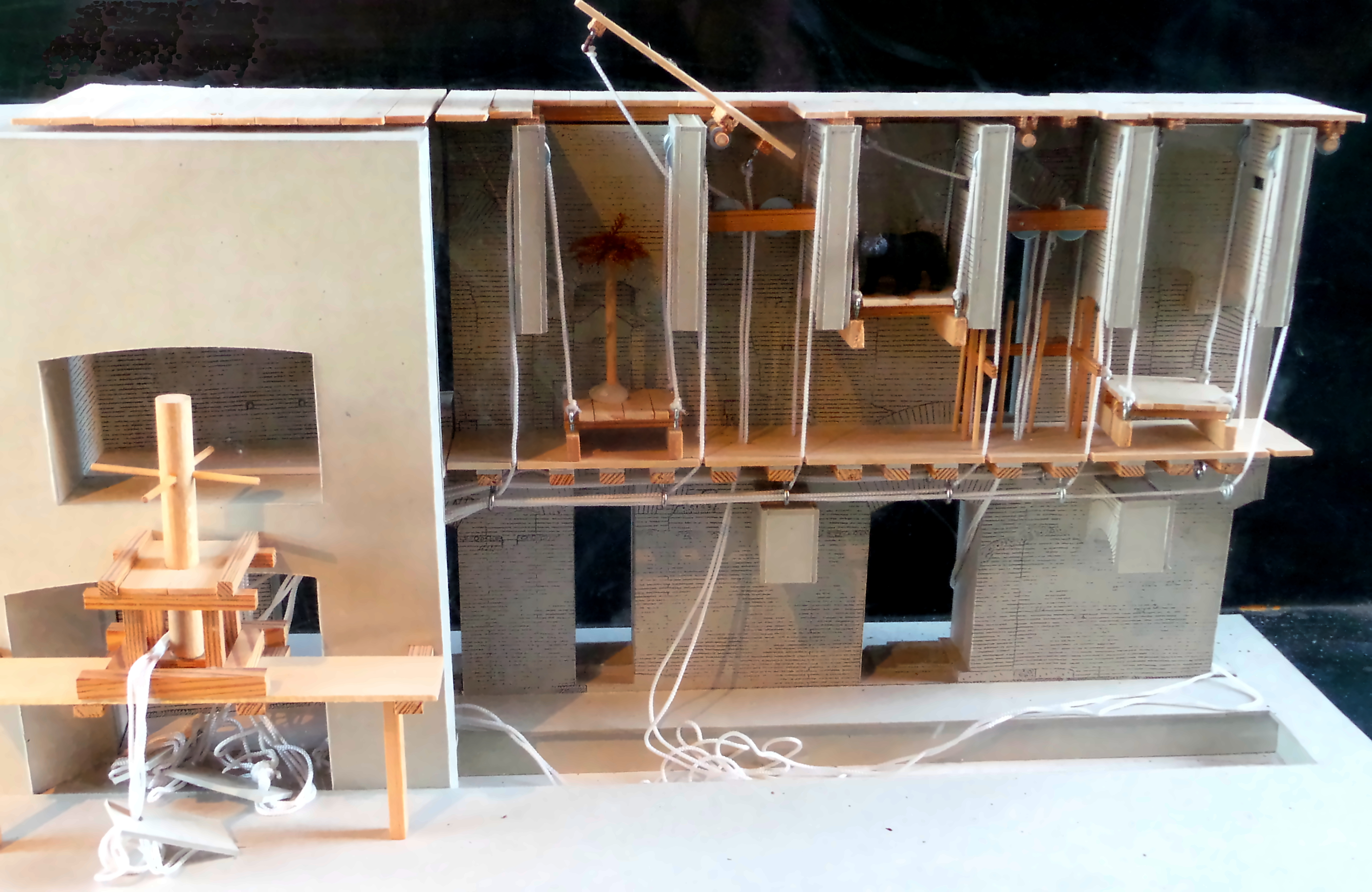
Querschnittmodell vom Hypogäum des Kolosseums zur Funktionsweise der Bühnenmaschinerie.
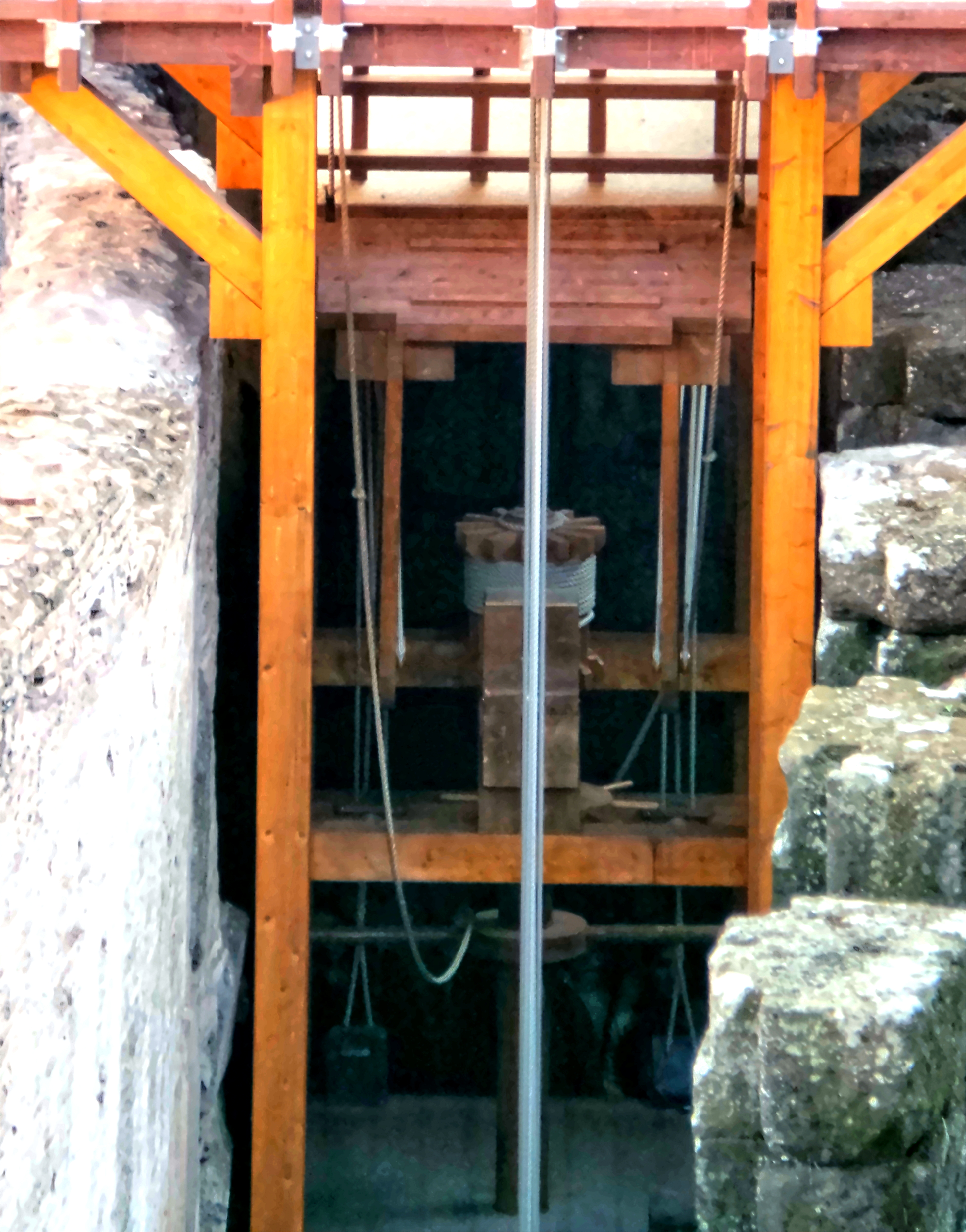
Detailansicht zur Konstruktion der Seilwinden- und Aufzugtechnik mit den Kontergewichten.

## Die Nutzung des Kolosseums
Als Arena war das Kolosseum fast 450 Jahre lang in Betrieb, unterbrochen nur in den Jahren von 217 bis 238, als es nach einem durch Blitzschlag am 23. August 217 verursachten Brand renoviert werden musste.

### Kaiserzeit

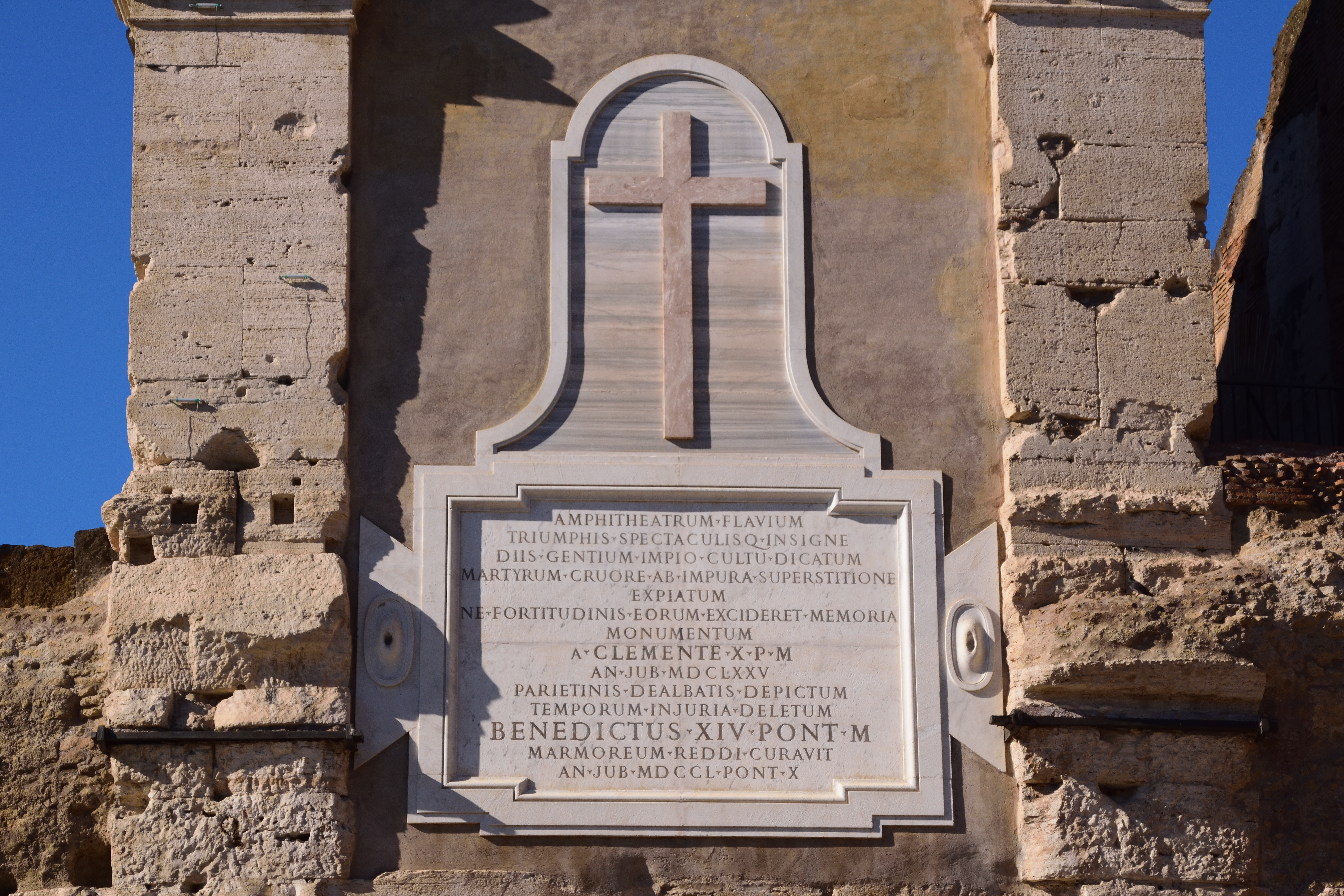
Steintafel über dem an der Ostseite gelegenen Eingang zum Kolosseum, die das Amphitheater als eine durch Papst Benedikt XIV. geweihte Märtyrer-Stätte ausweist

Das Kolosseum war der Veranstaltungsort von in aller Regel höchst grausamen Spielen, die von Mitgliedern des Kaiserhauses ausgerichtet wurden und zu denen jeder freie Bewohner Roms kostenlos Zutritt hatte.
Üblich waren vor allem Gladiatorenkämpfe (munera) und Tierhetzen (venationes), wobei Kämpfe zwischen besonders exotischen Tieren am beliebtesten waren.
Umstritten ist, ob im Kolosseum auch die Exekution von Verurteilten durchgeführt wurde, vor allem jener, über die die damnatio ad bestias, der Tod durch wilde Tiere, verhängt worden war. Die Verurteilten wurden auch gezwungen, mit Waffen gegeneinander anzutreten, was einer damnatio ad ferrum entsprach. Die verbreitete Annahme, dass im Rahmen von Christenverfolgungen zahlreiche Märtyrer im Kolosseum auf diese Weise den Tod gefunden hätten, ist nicht durch antike Quellen belegt, und viele Forscher vermuten, dass die Hinrichtungen an anderer Stelle stattfanden (vgl. Sinn 2006).
Zu Beginn fanden Schiffskämpfe (Naumachiae) im Kolosseum statt, was aber nach der Unterkellerung der Arena nicht mehr möglich war.
Einige Historiker schätzen, dass im Laufe der Jahrhunderte etwa 300.000 bis 500.000 Menschen und noch lange nach ihnen viele Millionen Tiere im Kolosseum starben. Viele Gelehrte halten diese Zahlen aber für viel zu hoch gegriffen, da Gladiatorenkämpfe seltener tödlich ausgingen als oft vermutet.

### Spätantike
Auch nach der Christianisierung des Römischen Reichs wurden in Rom, das die Rolle als Hauptresidenz zunächst an Trier, dann an Mailand und schließlich Ravenna (Weströmisches Reich) beziehungsweise Konstantinopel (Oströmisches Reich) verloren hatte, aber immer wieder von Kaisern aufgesucht wurde, zunächst weiter Spiele veranstaltet, die nun oft von reichen Senatoren finanziert wurden, munera zuletzt vermutlich 434/435. Denn Rom blieb weiterhin der Sitz des Senats, und von den Aristokraten wurde erwartet, dem Volk Unterhaltung zu bieten.
Bereits unter Kaiser Honorius (395–423) war die Spieltätigkeit eingeschränkt worden. Die sehr populären Tierhetzen (venationes) blieben hingegen gestattet und wurden auch nach dem Ende des weströmischen Kaisertums unter der Herrschaft der Ostgoten fortgesetzt. Die letzte Hetze im Kolosseum, von der die Quellen berichten, fand 523 unter der Herrschaft Theoderichs des Großen statt.
Das Christentum lehnte die Spiele zwar ab, doch gab dies nicht den Ausschlag: erst wegen des rapiden Bevölkerungsrückgangs Roms während des 5. und 6. Jahrhunderts lohnte sich der Aufwand zuletzt nicht mehr. Zur Zeit der letzten Tierhetze war das Kolosseum bereits durch Erdbeben beschädigt worden, doch hatten Odoaker und die Ostgoten noch umfangreiche Reparaturen durchführen lassen. Spätestens nach den schweren Zerstörungen, die Rom während der Rückeroberungskriege des oströmischen Kaisers Justinian erlitten hatte, verfiel das Kolosseum. Da fortan endgültig kein Herrscher mehr in der Stadt residierte und auch der Senat bald nicht mehr existierte, wurde es auch nicht wieder renoviert.

### Vom Mittelalter bis heute

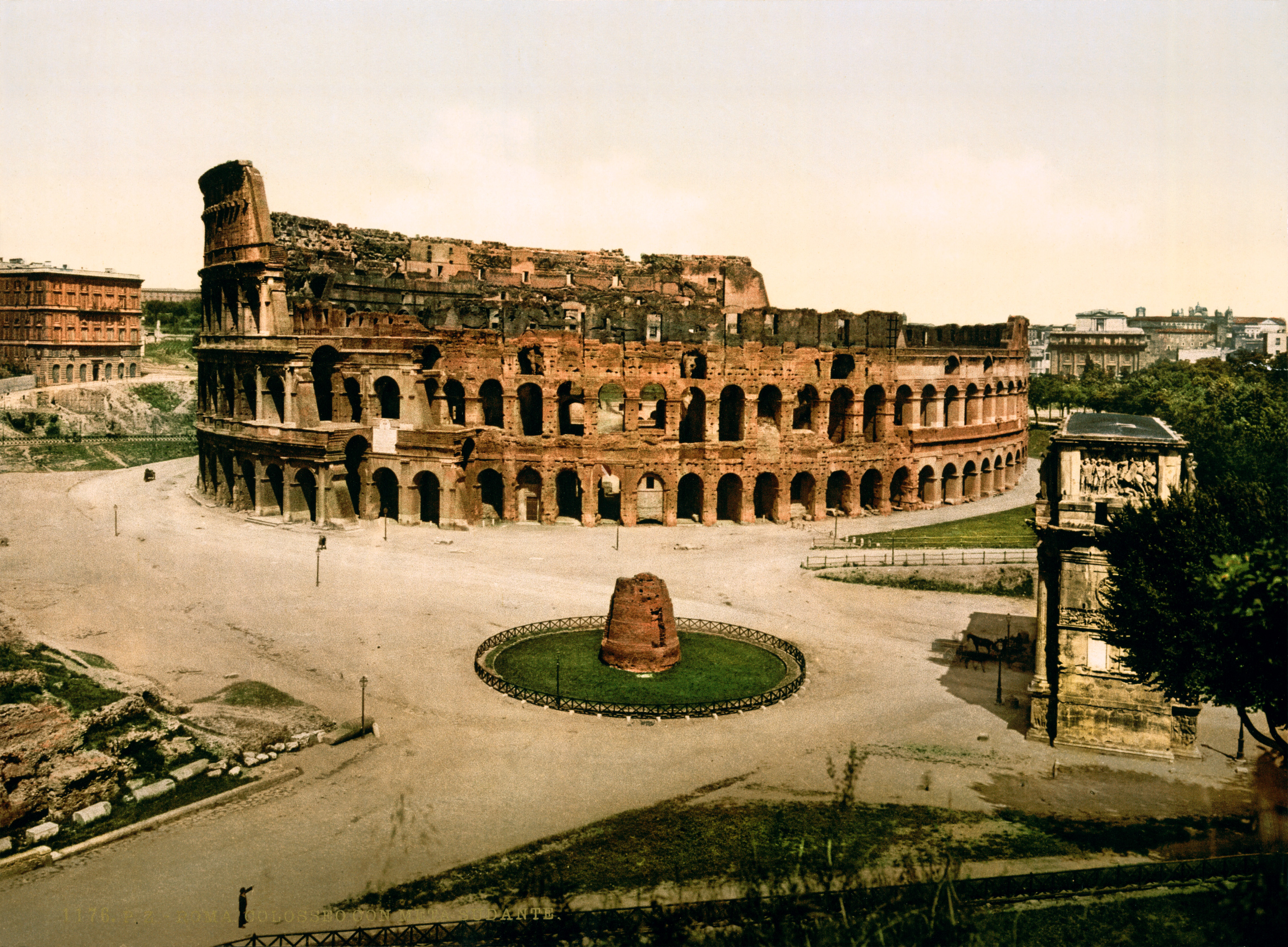
Kolosseum um 1890 mit der Meta sudans im Vordergrund, die dort bis 1936 stand.

Kolosseum. Historisches Luftbild von Werner Friedli (1953)

Seit dem späteren 6. Jahrhundert nutzten die verbliebenen Bewohner der verfallenden Stadt die Arkaden und Gänge des Kolosseums, um Wohnräume darin einzurichten. Schwere Schäden entstanden durch zwei Erdbeben in den Jahren 847 und 1349. Im 12. Jahrhundert wurde die Arena zum Teil in die Stadtfestung des Adelsgeschlechts der Frangipani einbezogen. Während des ganzen Mittelalters bis in die Zeit der Renaissance und des Barocks wurde das Kolosseum aber von den herrschenden Familien Roms und den Päpsten immer wieder als Steinbruch für ihre Bauten genutzt. So blieb vom äußeren Ring der monumentalen, viergeschossigen Fassade nur die nördliche Hälfte erhalten.
Die allmähliche Zerstörung wurde erst beendet, nachdem Papst Benedikt XIV. das Kolosseum im 18. Jahrhundert zur geweihten Märtyrer-Stätte erklärte, einen Kreuzweg mit Kapellen darin einrichtete und 1744 per Edikt den Erhalt des Baus anordnete. Hintergrund war die heute umstrittene Annahme (siehe oben), dass im Kolosseum zahllose Christen für ihren Glauben gestorben seien.
Inzwischen war das Monument überdies längst zur Sehenswürdigkeit für nordeuropäische Bildungsreisende geworden, die in ihm ein erhabenes Exempel für den Verfall einstiger Größe sahen. Im Mittelalter war das Wissen über den Bau so gering gewesen, dass man vielfach glaubte, es habe sich um einen überkuppelten Tempel für den Sonnengott gehandelt; doch in der Renaissance erkannte man den wahren Zweck des Gebäudes und bewunderte seither die Alten Römer für ihre Baukunst. Im 19. Jahrhundert wurde schließlich damit begonnen, den verfallenen Bau zu sichern und archäologisch zu erforschen. Durch Untersuchungen im Kellergeschoss unter der Arena konnte erst kürzlich die Funktionsweise der antiken Bühnentechnik geklärt werden. Von der historischen Forschung konnte der tatsächliche Tod von Christen im Kolosseum jedoch nicht bestätigt werden, die antiken Überlieferungen beziehen sich auf andere Orte wie z. B. den Circus des Nero.
Seit 1964 findet im Kolosseum an jedem Karfreitagabend ein Kreuzweg mit dem Papst statt.
Die von Mussolini verwirklichte Via dell’Impero führt direkt auf das Kolosseum zu und erzeugt so eine Sichtachse, die vielen Romfotos eine Bildachse mit dem Kolosseum in der Mitte liefert. Diese bereits in den römischen Regulierungsplänen von 1873 und 1883 geplante Straßenverbindung erscheint in ebener Lage unauffälliger als in den Plänen des 19. Jahrhunderts, die eine Führung als Viadukt vorsahen. Dem steht gegenüber, dass beim Bau (1924–1932) neben zahlreichen Wohngebäuden auch wertvolle antike Relikte einfach zerstört wurden – etwa die Basis von Neros Kolossalstatue und die Meta Sudans, der Rest einer antiken Brunnenanlage.
Seit Anfang der 1980er Jahre wurde in Rom diskutiert, die als Aufmarschstraße der faschistischen Bataillone bekannte ehemalige Via dell’Impero, heute die Via dei Fori Imperiali zu sperren oder sogar abzubauen. Der römische Straßenverkehr rund um das antike Monument setzte mit seinen Abgasen jahrzehntelang der Bausubstanz des Kolosseums ganz erheblich zu. Seit 2014 ist die Straße nördlich des Kolosseums für den privaten Autoverkehr gesperrt.

## Herkunft des Namens
Die antike Bezeichnung Amphitheatrum Flavium leitet sich von den Kaisern der flavischen Dynastie her, in deren Herrschaftszeit das Kolosseum errichtet wurde.
Frühestens im 8. Jahrhundert lässt sich die Bezeichnung Kolosseum historisch belegen. Die überwiegend anerkannte Deutung dieses Namens geht von einer durch Zenodoros geschaffene Kolossalstatue des Kaisers Nero aus, die nach dessen Tod in eine Statue des Sonnengottes Sol umgewandelt und neben dem Amphitheater aufgestellt wurde. Dieser Colossus, der mindestens bis zum 4. Jahrhundert gestanden hat, dürfte der Arena den Namen gegeben haben.
Auszuschließen ist, dass die römische Bevölkerung des Mittelalters den Bau einfach wegen seiner kolossalen Ausmaße Colosseo genannt hat, da das italienische Wort colosso für „Koloss“ erst seit dem 15. Jahrhundert in Gebrauch ist.

## Denkmal gegen die Todesstrafe
Das Kolosseum dient seit dem Jahr 1999 als Monument gegen die Todesstrafe. Immer wenn ein Todesurteil ausgesetzt wird oder ein Staat dieser Welt die Todesstrafe abschafft, wird das Kolosseum 48 Stunden lang in bunten Farben angestrahlt. Getragen wird die Aktion von der italienischen Regierung und verschiedenen Menschenrechtsgruppen, darunter Amnesty International und der katholischen Gemeinschaft Sant’Egidio.

## Das Kolosseum in Literatur und Film

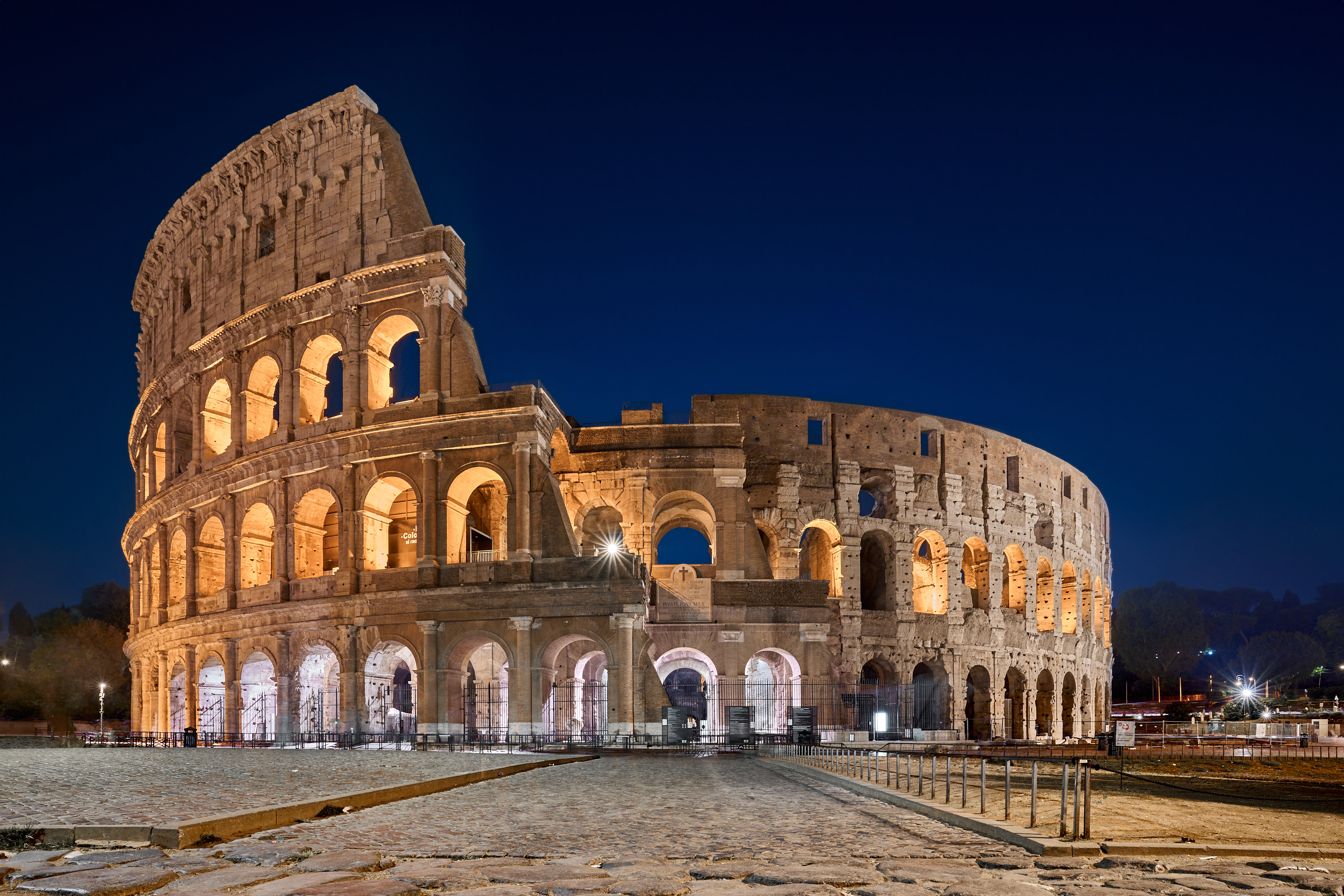
Das Kolosseum bei Nacht

Das Kolosseum hat seit jeher großen Eindruck auf die Menschen gemacht. Beda Venerabilis prägte bereits im 8. Jahrhundert den Satz dum colosseum stabit, Roma stabit; dum Roma stabit, mundus stabit (dt. solange das Kolosseum steht, wird Rom stehen, solange Rom steht, wird die Welt bestehen).
Beispiele für die moderne Verwendung des Kolosseums als Filmkulisse sind etwa der Endkampf zwischen Bruce Lee und Chuck Norris in dem Kampfsportfilm Die Todeskralle schlägt wieder zu von 1972 oder der Film Gladiator aus dem Jahr 2000, für den das Bauwerk in einem Teilausschnitt auf Malta rekonstruiert und später computergestützt vervollständigt wurde. Im Jahr 2006 fanden im Kolosseum Aufnahmen zum Film Jumper statt.
In Asterix – Sieg über Cäsar zerstört Obelix Teile des Kolosseums. Das anschließende Aussehen danach erinnert an das heutige. Die Differenz zwischen den Handlungszeitraum der Asterix-und-Obelix-Geschichten (50 v. Chr.) und der Eröffnung des Kolosseum (80 n. Chr.) beträgt allerdings 130 Jahre.

## Das Kolosseum als Symbol

Italienische 5-Cent-Münze

Die markante Ruine des Amphitheaters ist zum Wahrzeichen Roms geworden und wird häufig als Symbol für die ganze Stadt aufgefasst. Die Verwendung des Icons brennendes Kolosseum für die Software Nero Burning ROM ist allerdings historisch nicht korrekt, denn dem römischen Kaiser Nero wurde zwar von seinen Feinden fälschlich vorgeworfen, der Verursacher des Großen Brandes von Rom (im Jahr 64) gewesen zu sein, das Kolosseum in seiner heutigen Größe und Form wurde jedoch erst gegen 79 von einem seiner Nachfolger Vespasian auf dem Areal von Neros einstigem Palast erbaut.

## Dokumentationen
- Denkmäler der Ewigkeit. Wo Löwen Aufzug fahren: Das Kolosseum in Rom. Regie: Pascal Cuissot und Gary Glassman. ARTE France, Frankreich 2013, 86 Min.
- Das Kolosseum von Rom – Arena der Gladiatoren. TV-Dokumentation von Laure Leiberitz, Frankreich 2022, deutsche Synchronfassung ZDF 2023 (dauerhaft abrufbar auf YouTube).